# Трелёвка

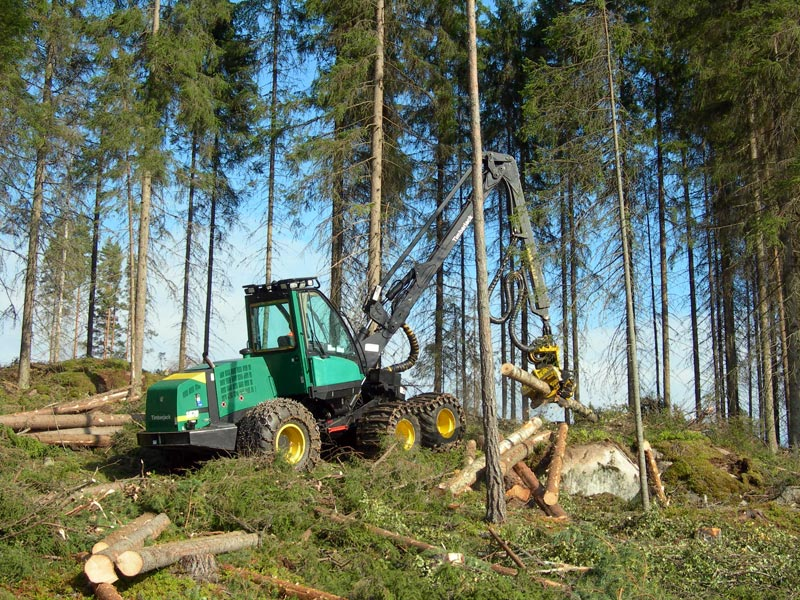

Трелёвка (от нем. treilen, англ. trail — тащить, волочить) — транспортировка поваленных деревьев, хлыстов, сортиментов на погрузочную площадку (верхний склад). Не путать с термином «вывозка».
В зависимости от используемых механизмов для сбора и фиксации поваленных деревьев, различают:
- Чокерные (англ. Cable skidder) или петлевые изделия, трактора (ТДТ-55, ТЛТ-100А, МСН-10 (аналог ТТ-4М), John Deere 640H), осуществляющими трелевку деревьев, срубленных вальщиками с бензиновыми или электрическими пилами.
- Безчокерные (англ. Grapple skidder) изделия, (с захватом, с гидроманипулятором) трелёвочные трактора (ЛТ-154, ЛП-18К, ЛТ-188, ЛТ-187, John Deere 648H), работающие в паре с валочно-пакетирующей машиной.

Вывозка — транспортировка лесоматериалов за пределы лесосеки, погрузочной площадки, леса. Чаще всего производится на нижний склад или непосредственно покупателю, в зависимости от технологии лесосечных работ.